# A Republikanska futbolna grupa 1952
La A Republikanska futbolna grupa 1952 fu la 28ª edizione della massima serie del campionato di calcio bulgaro concluso con la vittoria del CDNA Sofia, al suo terzo titolo e secondo consecutivo.
Capocannonieri del torneo furono Dimitar Isakov dell'Udarnik Sofia e Dobromir Tashkov dello Spartak Sofia, con 10 reti.

## Formula
Come nella stagione precedente le squadre partecipanti furono dodici e disputarono un turno di andata e ritorno per un totale di 22 partite.
In vista di un ampliamento del numero di club, a fronte di sei promozioni furono le ultime due classificate ad essere retrocesse in B RFG.

## Classifica finale
| Pos. | Squadra           | G  | V  | N | P  | GF | GS | Punti |
| ---- | ----------------- | -- | -- | - | -- | -- | -- | ----- |
| 1    | CDNV Sofija       | 22 | 13 | 7 | 2  | 38 | 12 | 33    |
| 2    | Spartak Sofia     | 22 | 9  | 8 | 5  | 30 | 13 | 26    |
| 3    | Lokomotiv Sofia   | 22 | 11 | 3 | 8  | 30 | 22 | 25    |
| 4    | Spartak Pleven    | 22 | 8  | 8 | 6  | 19 | 21 | 24    |
| 5    | Dinamo Sofia      | 22 | 8  | 6 | 8  | 22 | 16 | 22    |
| 6    | Lokomotiv Plovdiv | 22 | 9  | 4 | 9  | 24 | 26 | 22    |
| 7    | VMS Stalin        | 22 | 8  | 6 | 8  | 22 | 32 | 22    |
| 8    | Udarnik Sofia     | 22 | 8  | 5 | 9  | 29 | 22 | 21    |
| 9    | DNA Plovdiv       | 22 | 9  | 1 | 12 | 17 | 25 | 19    |
| 10   | Minyor Dimitrovo  | 22 | 7  | 4 | 11 | 26 | 34 | 18    |
| 11   | Akademik Sofia    | 22 | 6  | 6 | 10 | 19 | 32 | 18    |
| 12   | Spartak Stalin    | 22 | 4  | 6 | 12 | 16 | 37 | 14    |